# Асташкино
Асташкино — деревня в Устюженском районе Вологодской области.
Входит в состав Залесского сельского поселения, с точки зрения административно-территориального деления — в Залесский сельсовет.
Расстояние по автодороге до районного центра Устюжны — 33 км, до центра муниципального образования деревни Малое Восное — 7 км. Ближайшие населённые пункты — Бренчиха, Грязная Дуброва, Терентьево.
По переписи 2002 года население — 44 человека (19 мужчин, 25 женщин). Преобладающая национальность — русские (93 %).
В деревне расположен памятник архитектуры жилой дом (фрагмент фасадов).